# المحاربیه
المحاربیه (انگلیسی: Al-Maharbiyah) یک شهرک در شهرستان جزین و در کشور لبنان است.